# Gabriele Münter
Gabriele Münter, nemška slikarka, * 19. februar 1877, Berlin, † 19. maj 1962, Murnau am Staffelsee, Bavarska.
Münterjeva je bila ekspresionistična slikarka, ki se je ukvarjala tudi z grafičnim tiskom. Bila je članica Novega združenja umetnikov München (Neue Künstlervereinigung München), ni pa sodelovala pri umetniškem gibanju Modri jezdec (Der Blaue Reiter). Znana je bila tudi kot življenjska sopotnica Vasilija Vasiljeviča Kandinskega. V vojnem in povojnem času ji je uspelo ohraniti pomemben del njegovih del, ki jih je pozneje, skupaj s slikami drugih umetnikov iz združenja Modri jezdec in nekaterimi svojimi slikami, razstavila v muzejih.

## Življenje

### Otroštvo in mladost
Rodila se je v Berlinu, kot najmlajša izmed štirih otrok.Ko je bila stara eno leto se je družina preselila v vestfalski Herford in zatem v Koblenz. Leta 1886 je oče Carl Münter, po poklicu zobozdravnik, umrl in Gabriele je s svojo sestro in bratom odraščala z materjo Wilhemino, ki se je po smrti soproga umaknila iz družbe. Mati vzgoji ni posvečala posebne pozornosti, kar je pozneje vplivalo na Gabrieline probleme v odnosih. Že v zgodnjih letih je Gabriele pokazala nadarjenost za umetnost in leta 1897 je začela obiskovati Šolo za umetnost v Düsseldorfu (državne akademije takrat za ženske še niso bile dovoljene). Ampak ko je novembra istega leta umrla še njena mati, izobrazbe ni nadaljevala. Finančno preskrbljena s podedovanim denarjem, se je v letu po smrti matere s sestro podala na obisk sorodnikov v ZDA. Dve leti sta sestri potovali po zveznih državah Missouri, Arkansas in Teksas in Gabriele je potovanje dokumentirala številnimi čudovitimi fotografijami. 

### Izobrazba, zveza s Kandinskim

#### Vasilij Vasiljevič Kandinski,  okrog 1913
Leta 1901 se je Gabriele Münter preselila v München. Ker takrat žensk še niso sprejemali na tamkajšnjo Akademijo za umetnost, je svoj študij nadaljevala na slikarski šoli Združenja umetnic in se nato prepisala na Phalanx, manjšo napredno šolo za umetnost Wilhelma Hüsgena in Waldemarja Heckerja, na kateri je poučeval tudi Vasilij Vasiljevič Kandinski. Leta 1902 se je Kandinski s svojimi učenci za nekaj tednov odpravil v Kachel am See, slikat pokrajino. Za Münterjevo je bil ta način slikanja povsem nov, saj se prej nikoli ni intenzivno ukvarjala s slikanjem na prostem. Naslednje leto, ko se je skupina odpravila slikat v Kollmünz, sta se Kandinski in Münter zaročila, čeprav je bil Kandinski še vedno poročen. Ostalim udeležencem šole slikanja je afera ostala prikrita. Kandinski je eno leto ostal mentor Münterjeve, nato so šolo zaprli,  in ostal je njen ljubimec, čeprav do 1911 še vedno poročen. Zveze v javnosti nista skrivala, kar je bil za Münterjevo, mlado žensko v začetku 20. stoletja zelo pogumen korak.
Münterjeva in Kandinski sta skupaj veliko potovala, npr. v Tunizijo, Italijo, Francijo in na Nizozemsko. Njuno prvo skupno bivanje v Parizu v letih 1906/07 in tamkajšnji moderni slog slikanja nista vplivala na ustvarjanje Münterjeve. Še naprej je slikala v postimpresionističnem slogu. Münterjeva o tamkajšnjem bivanju: »Ko sva bila v Sevresu, se Kandinski ni oziral po Matissu, Picassu  ali ostalih pomembnežih.«  V takratnem času je ustvarila mnogo izdelkov iz lesa in linoleja in nastala je več kot četrtina njenih grafičnih del. Po vrnitvi v München leta 1908 sta se Kandinski in Münterjeva nato podala v mesto Lana na južnem Tirolskem, kjer sta še naprej slikala postimpresionistične slike na prostem, a v nekoliko manjšem formatu.

### Murnau in Novo združenje umetnikov München
Po vrnitvi v München je par prejel pismo Marianne von Werefkin, ki se je z Aleksejem Javlenskim zadrževala v Murnauu. Werefkinova ju je povabila na podeželje ob jezeru Staffelsee in začelo se je pomembno sodelovanje obeh umetniških parov. Slogovni in slikovno-tehnični vpliv Werefkinove in Javlenskega je Münterjevo in Kandinskega spodbudil, da sta od impresionističnega slikanja narave napredovala k  abstrahiranju, čutenju vsebine stvari, ustvarjanju ekstraktov. Tako se je Münterjeva pod vplivom svojih naprednih prijateljev v kratkem času razvila v eno najpomembnejših nemških ekspresionističnih slikark, poleg Paule Modersohn-Becker. Morda se je odnos med umetniškima paroma s časoma nekoliko ohladil. Na to kaže več stvari, saj so okrog božiča 1908 Werefkinova, Javlenski, Adolf Erbslöh in Oscar Wittenstein v »rožnatem salonu« brez Münterjeve in Kandinskega razvili idejo, ki je v življenje priklicala projekt Novo združenje umetnikov München (Neue Künstlervereinigung München). Da ju niso vključili že od samega začetka, je Kandinskega jezilo še kar nekaj časa. Leta 1909 je Münterjeva v Murnauu kupila hišo, ki jo domačini še danes imenujejo »Ruska hiša«. 
Tukaj sta Münterjeva in Kandinski v poletnih mesecih , če se nista zadrževala v Münchnu ali potovala, do leta 1914 živela in ustvarjala. V Murnauu sta sprejela tudi veliko obiskov. Prihajali so zbiratelji, kritiki in drugi prijatelji slikarji, med njimi Marianne von Werefkin in Javlenski, Franz Marc, August Macke in komponist Arnold Schönberg.  

### Modri jezdec (Der Blaue Reiter)
V Novem združenju umetnikov München je vedno znova prihajalo do nesoglasij, ki so bila usmerjena v čedalje bolj abstraktno slikanje Kandinskega. Nagovarjali so ga, naj vendarle slika bolj razumljivo. Januarja 1911 se je Kandinski zato odločil zapustiti svoje predsedniško mesto, a je vseeno ostal član združenja. Junija istega leta pa je začel načrtovati samostojen projekt. Izdati je hotel almanah umetnosti in Franza Marca je  uspel prepričati v sodelovanje s ponudbo o skupnem uredništvu knjige Modri jezdec.  Za prihajajočo zimo sta skrivoma pripravljala svojo razstavo, ki naj bi bila popolno nasprotje razstavi, ki jo je pripravljalo Novo združenje umetnikov München. Avgust Macke in Münterjeva sta bila edina iz združenja, ki sta poznala skrivne načrte Kandinskega in Franz Marca. »Jaz slikam in slikam zdaj. Mnogo skic za »Poslednjo sodbo«, a z ničemer nisem zadovoljen. Najti moram pravi navdih. Potrpljenje!«, so besede Kandinskega v pismu Münterjevi, 6. avgusta leta 1911. Kandinski je nato dokončal svoje legendarno abstraktno delo »Poslednja sodba/ Kompozicija V.«, ki ni nikakor sledilo idejam Novega združenja umetnikov München. 2. decembra so sliko predstavili komisiji, a jo je ta zavrnila. Iz protesta so Kandinski, Münterjeva in Macke zapustili Novo združenje umetnikov München.
18. decembra je v Galeriji moderne umetnost Thannhauser v Münchnu nato sledila prva razstava redakcije Modri jezdec, kjer je svojo tretjo in zadnjo zbirko istočasno razstavljalo tudi Novo združenje umetnikov München, ki je štelo le še 8 članov. 

### Po začetku 1. svetovne vojne
Po začetku 1. svetovne vojne leta 1914 je par pobegnil v Švico. Kandinskega so začeli označevali s sovražnim tujcem, zaradi česar se je odločil vrniti v Rusijo, Münterjeva pa je v letih 1915 do 1920 živela v Skandinaviji. Leta 1916 sta se zadnjič srečala v Stockholmu, saj je Kandinski od takrat naprej zavračal vsak kontakt z njo. Münterjeva je šele čez  nekaj let izvedela, da se je Kandinski istega leta ponovno poročil.

### Hiša v Murnauu
Od 1920 naprej je Münterjeva izmenjaje živela v Kölnu, Münchnu in Murnauu. Depresije so jo začasno odvračale od slikanja. Šele po selitvi v Berlin leta 1925 so nastale skice ženskih portretov, narisane s svinčnikom. Njeno ustvarjanje je nekoliko spet spodbudilo bivanje v Parizu v letih 1929/30. Leta 1931 se je s svojim drugim partnerjem, umetnostnim zgodovinarjem Johannesom Eichnerjem, nato preselila v Murnau, kjer je slikala predvsem tihožitja rož, a nastale so tudi mnoge abstraktne študije. Leta 1937 pa so jo nacionalsocialisti s prepovedjo razstavljanja prisilili, da se je ponovno umaknila iz družbe. Leta 1949 je Münterjeva v Hiši umetnosti v Münchnu predstavila devet del in eno retrospektivo Modrega jezdeca, od 1950 naprej pa je po mnogih nemških muzejih potovala razstava njenega celotnega ustvarjanja. Leta 1955 se je Münterjeva udeležila »documete 1« v Kasslu, ene večjih razstav moderne umetnosti na območju zahodne Nemčije, za svoj 80. rojstni dan pa je mestu München podarila svojo edinstveno zbirko: mnogo lastnih del, čez 80 slik Kandinskega in dela drugih ustvarjalcev Modrega jezdeca ter Mestni galeriji v Lenbachhausu tako čez noč pripomogla k svetovnemu slovesu. Ruska vila v Murnauu je danes spominski objekt, kjer se nahajajo številna osebna dela, med drugim poslikano pohištvo in stene, kot tudi njene zbirke ljudskih predmetov.

## Münterjeva in japonizem
Pisnih virov o povezavi svojih del z japonsko kulturo Münterjeva ni zapustila in tudi njena zapuščina ne kaže nekih očitnih umetniških predmetov v slogu japonizma. A njene tiskane grafike in slike nakazujejo, da se je že zgodaj spoznala z japonsko kulturo. Tipični japonski motivi in značilnosti so ji dajali ideje pri ustvarjanju. Tako je od 1903/04 naprej po vzgledu Japoncev na primer uporabljala ravne linije za okvire svojih izdelkov iz lesa in linoleja in tudi svoje tiskane grafike je ustvarjala po vzgledu japonske izrezovalne tehnike. Že 1906 je pri svoji sliki »Aleja v parku Saint Cloud« uporabila t. i. japonsko prisilno perspektivo  in leta 1908 v Murnauu, ko je slikala s Kandinskim, Werefkinovo in Javlenskim je spet posegla k tej metodi.  Kar trikrat je naslikala »Ravno cesto«, ki vodi v Kochel am See. Ko je razmnožila prvo verzijo je o tem pisala Kandinskemu: »Ker je bolje ne znam naslikati, sem jo kolikor točno je šlo prekopirala na večje, a manjša študija je vseeno boljša. Ampak hotela sem jo imeti še enkrat.« Glede perspektive se je zagotovo usmerjala tudi po Kandinskem, v slogu pa je sledila t. i. »cloisonizmu« Javlenskega.

## Priznanja

### Nagrade
1956 je Gabriele Münter prejela nagrado na področju likovne umetnosti mesta München. Njeno ime nosi tudi nagrada za umetnice na področju slikovne umetnosti, ki jo podeljuje Ženski muzej v Bonnu.

## Pomembnejša dela v umetniških zbirkah
- Jawlensky in Werefkin, 1909, Mestna galerija v Lenbachhausu. Znamka nemške pošte, 1994
- Mestna galerija v Lenbachhausu, München
- Schloßmuseum Murnau, Murnau ob Staffelseeju
- Muzej Osthaus, Hagen
- Sprengler Museum. Hannover
- Muzej Von der Heydt, Wuppertal
- Muzej umetnosti Walter, Augsburg